# Feliks Rogoziński

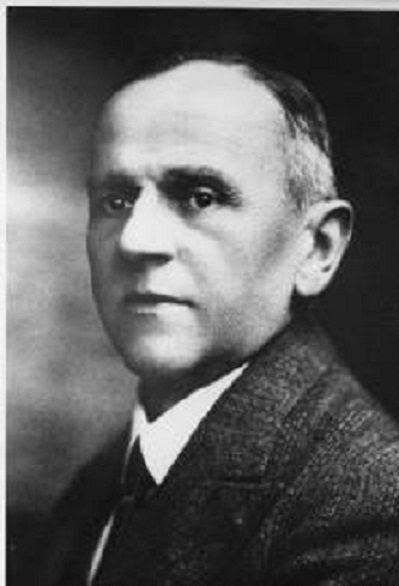

Feliks Rogoziński (geboren 29. August 1879 in Warschau, Russisches Kaiserreich; gestorben 10. Januar 1940 im KZ Sachsenhausen) war ein polnischer Physiologe und Experte für Ernährungskunde für Haustiere.

## Leben
An der Warschauer Universität studierte er von 1897 bis 1901 Fächer an der Fakultät für Naturkunde. Im Jahre 1901 erlangte er den Status eines Kandidaten der physikalisch-mathematischen Wissenschaften. Als wissenschaftlicher Assistent am Lehrstuhl für Tierzucht und Milchwirtschaft betätigte er sich seit 1903 an der Jagiellonen-Universität (JU) in Krakau.
Die Promotion zum Dr. phil. erlangte er im Jahre 1905. Studien zur Vertiefung seiner Kenntnisse führten ihn in den Jahren 1905 bis 1907 nach Straßburg und Berlin. Im Jahre 1910 konnte er sich habilitieren, so dass er eine Position als Privatdozent für Physiologie und Ernährungskunde für Haustiere einnehmen konnte. Darauf nahm er ein Aufbaustudium in Heidelberg und Paris in den Jahren 1910 bis 1911 auf.
Zum Titularprofessor wurde er 1916 ernannt. An der JU übernahm er als außerordentlicher Professor im Jahre 1917 den Lehrstuhl für Physiologie und Ernährung der Haustiere. Von 1920 bis 1920 leitete er an der JU das Institut für Tierzucht und Milchwirtschaft. Das Amt des Dekans übernahm er von 1926 bis 1927 und von 1937 bis 1938 an der Fakultät für Landwirtschaft an der JU.
Als korrespondierendes Mitglied wurde er 1927 bei der Polnischen Akademie der Wissenschaften (PAU) aufgenommen, ab 1931 als ordentliches Mitglied. Im Rahmen der Sonderaktion Krakau wurde er am 6. November 1939 durch SS-Sturmbannführer Bruno Müller gemeinsam mit über anderen 100 Professoren verhaftet und in das KZ Sachsenhausen deportiert. An Krebs erkrankt starb er dort an den Haftbedingungen. 

## Referenzen
- Jochen August (Hrsg.): Sonderaktion Krakau – Die Verhaftung der Krakauer Wissenschaftler am 6. November 1939. Hamburg 1997, S. 313
- Hinweis auf die Krebserkrankung von Feliks Rogozinski

| Personendaten    | Personendaten                                                       |
| ---------------- | ------------------------------------------------------------------- |
| NAME             | Rogoziński, Feliks                                                  |
| KURZBESCHREIBUNG | polnischer Physiologe und Experte für Ernährungskunde für Haustiere |
| GEBURTSDATUM     | 29. August 1879                                                     |
| GEBURTSORT       | Warschau, Russisches Kaiserreich                                    |
| STERBEDATUM      | 10. Januar 1940                                                     |
| STERBEORT        | KZ Sachsenhausen, Oranienburg                                       |